# Andreas Önnerfors
Andreas Jahrehorn Önnerfors, född 22 maj 1971 i Gerolstein i Tyskland, är en svensk idé- och lärdomshistoriker. 

## Biografi
Andreas Önnerfors växte upp i Tyskland, där fadern Alf Önnerfors hade en professur i Köln. Hans mor är Dr. phil. Ute Önnerfors, född Michaelis.
Efter studentexamen i Trier 1990 blev Önnerfors student vid Lunds universitet. År 2003 disputerade han i idé- och lärdomshistoria och blev filosofie doktor på en avhandling om Svenska Pommern och dess kulturella förbindelser med Sverige mellan 1720 och 1815. Åren 2005–2009 var han inspektor för Wermlands nation i Lund. Han har även verkat som översättare och tolk.
Han har forskat om frimureri, är själv medlem i Svenska Frimurare Orden och var 2007–2010 föreståndare för Centre for Research into Freemasonry and Fraternalism vid universitetet i Sheffield.
År 2012 blev Önnerfors docent i idé- och lärdomshistoria vid Lunds universitet. Han har där bedrivit forskning i bok- och bibliotekshistoria och blev 2014 universitetslektor. År 2015 blev han docent vid Göteborgs universitet i ide- och lärdomshistoria och utnämndes i oktober 2020 till professor där. Han har bland annat drivit ett forskningsprojekt om konspirationsteorier i Europa som en del av nätverket COMPACT (Comparative Analysis of Conspiracy Theories in Europe). 
Sedan januari 2021 är han dekan i klass 1, humaniora vid European Academy of Sciences and Arts(en) i Salzburg, samt vikarierande universitetslektor vid historiska institutionen vid Uppsala universitet.
Önnerfors publicering har (2021) enligt Google Scholar drygt 450 citeringar och ett h-index på 13.